# Spitzenwanderweg
Der Spitzenwanderweg ist ein 2018 eröffneter Rundwanderweg durch die Bayerischen Alpen in der sogenannten Zugspitz-Region. Der Spitzenwanderweg verbindet die Natur- und Kulturlandschaften der Zugspitzregion wie Murnauer Moos, Schloss Linderhof, Königshaus am Schachen, Höllentalklamm, Kuhfluchtwasserfälle sowie die Geigenbaumetropole Mittenwald. 
Den Namen „Spitzenwanderweg“ verdankt die Rundroute den vielen Kirchturm- und Bergspitzen der Region und dem Umstand, dass Deutschlands höchster Berg, die Zugspitze, oft das Panorama bildet. Empfohlen wird, den Spitzenwanderweg in zwölf Etappen zu wandern.